# Dodonaea microzyga
Dodonaea microzyga är en kinesträdsväxtart som beskrevs av Ferdinand von Mueller. Dodonaea microzyga ingår i släktet Dodonaea och familjen kinesträdsväxter. Utöver nominatformen finns också underarten D. m. acrolobata.